# Любомирський заказник
Любомирський — колишній об'єкт природно-заповідного фонду Рівненської області, лісовий заказник місцевого значення.
Розташовувався в Дубенському держлісгоспі, Любомирське лісництво (Дубенський район, на північ від села Майдан), квартал 69 (виділи 2,3,4); квартал 127 (виділи 3,7,9,12); квартал 136 (виділи 1,2,4,5,6). Утворено 1983 року. Площа — 88 га.
Об'єкт скасовано рішенням Рівненської обласної ради № 322 від 5 березня 2004 року «Про розширення та впорядкування мережі природно-заповідного фонду області».. Зазначена причина скасування — всихання насаджень.